# Пир (митологија)
Пир (грч. Πύῤῥος), у значењу „црвенокоси,риђи“ је у грчкој митологији било друго име грчког јунака Неоптелема. 

## Митологија
Био је син Ахила и Ликомедове кћерке Дејдамије. Неоптелем је често називан Пир, зато што је у време када је зачет, Ахил боравио међу Ликомедовим кћеркама преобучен у девојку, Пиру. Разлог за ово су биле припреме за тројански рат које су тада отпочеле, а Ахилови родитељи су желели да га сакрију, јер им је проречено да ће у том рату њихов син изгубити живот. Калхант је прорекао да без Ахиловог учешћа Троја неће бити освојена, па су Одисеј, Феник и Нестор кренули да га траже. При томе их је Калхант саветовао да оду на Скир, у двор краља Ликомеда. Тамо су се послужили лукавством; пред Ликомедове кћерке су изнели накит, одећу и оружје и док су девојке бирале накит, Ахил је дограбио оружје и Одисеј га је препознао. Према другом предању, Одисеј је изненада засвирао у трубу и девојке су се разбежале, осим Ахила који је дограбио оружје.
Веровало се да су приликом најезде Гала 279. две утваре хиперборејска хероја, Хипероха и Лаодока, спасиле Делфе, а трећи херој је био Пир, Ахилов син. Тада су му становници Делфа принели жртву, чиме су га уважили као хероја, иако су пре тога чак и његов гроб сматрали нечасним, као да је био у питању њихов непријатељ. О овоме је извештавао Паусанија.
Пир је и име Неоптелемовог сина, кога је имао са Ланасом.